# Whittonstall
Whittonstall – wieś w Anglii, w hrabstwie Northumberland, w civil parish Shotley Low Quarter. W 1951 roku civil parish liczyła 127 mieszkańców.